# Kajran (huyện)
Kajran là một huyện thuộc tỉnh Daikondi, Afghanistan. Dân số thời điểm năm 1999 là 56,65 người.